# Prievoz
Prievoz (bis 1927 slowakisch „Feriby“; deutsch Oberufer, ungarisch Főrév) ist eine ehemalige Gemeinde und seit 1946 Teil der slowakischen Hauptstadt Bratislava. Der Ort gehört zur Katastralgemeinde Ružinov im gleichnamigen Stadtteil und liegt etwa fünf Kilometer östlich des Stadtzentrums.

## Geschichte
| Jahr | Einwohner | Jahr | Einwohner |
| ---- | --------- | ---- | --------- |
| 1869 | 665       | 1910 | 1.301     |
| 1880 | 759       | 1921 | 1.524     |
| 1890 | 686       | 1930 | 4.457     |
| 1900 | 984       | 1940 | 6.508     |

1291 wurde eine nahe Furt als portus Chollo erwähnt, Prievoz/Oberufer selbst wurde zum ersten Mal 1382 schriftlich erwähnt und entstand an der Stelle einer Furt/Fährstelle einer Handelsstraße über einen der Donauarme, die das Gebiet bis zum Ende des 19. Jahrhunderts prägten. Dementsprechend waren die Einwohner vorwiegend als Fuhrmänner beschäftigt. Von 1441 bis zum Ende des Feudalismus im Königreich Ungarn handelte es sich um ein Dorf im Herrschaftsgebiet der Pressburger Burg. Im 16. Jahrhundert kamen deutschsprachige evangelische Exulanten nach Prievoz/Oberufer und bildeten bis in die Mitte des 20. Jahrhunderts die Bevölkerungsmehrheit. 1646 wohnten 45 Familien im Ort, 1828 zählte man 64 Häuser und 467 Einwohner, die als Fischer, Fuhrmänner und Gärtner beschäftigt waren. Neben dem eigentlichen Ort gehörten die Ortsteile Vlčie hrdlo (deutsch Wolfsdrüssel) und Ovsište (deutsch Habern) zur Gemeinde.
Bis 1918 gehörte der im Komitat Pressburg liegende Ort zum Königreich Ungarn und kam danach zur Tschechoslowakei beziehungsweise heute Slowakei. In der ersten tschechoslowakischen Republik war Prievoz/Oberufer ein von Landwirtschaft und Weinbau geprägtes Dorf und versorgte die Bevölkerung Bratislavas mit Gemüse und Kartoffeln, ein Teil der Einwohner arbeitete in Industriefabriken in Bratislava. 1946 wurde der Ort in die wachsende Stadt Bratislava eingegliedert; ungefähr zur gleichen Zeit wurde die bisherige deutschsprachige Bevölkerung gemäß der Beneš-Dekrete vertrieben. Prievoz bildet heute keine eigene Verwaltungseinheit mehr. An die einstige Grenze zur Stadt Bratislava erinnert der Straßenname Hraničná am westlichen Rand der ehemaligen Gemeinde. Entlang der Straße Mierová und bei Staré záhrady befinden sich Wohnplattenbauten, ansonsten ist das Stadtviertel durch Familienhäuser geprägt.

## Sehenswürdigkeiten

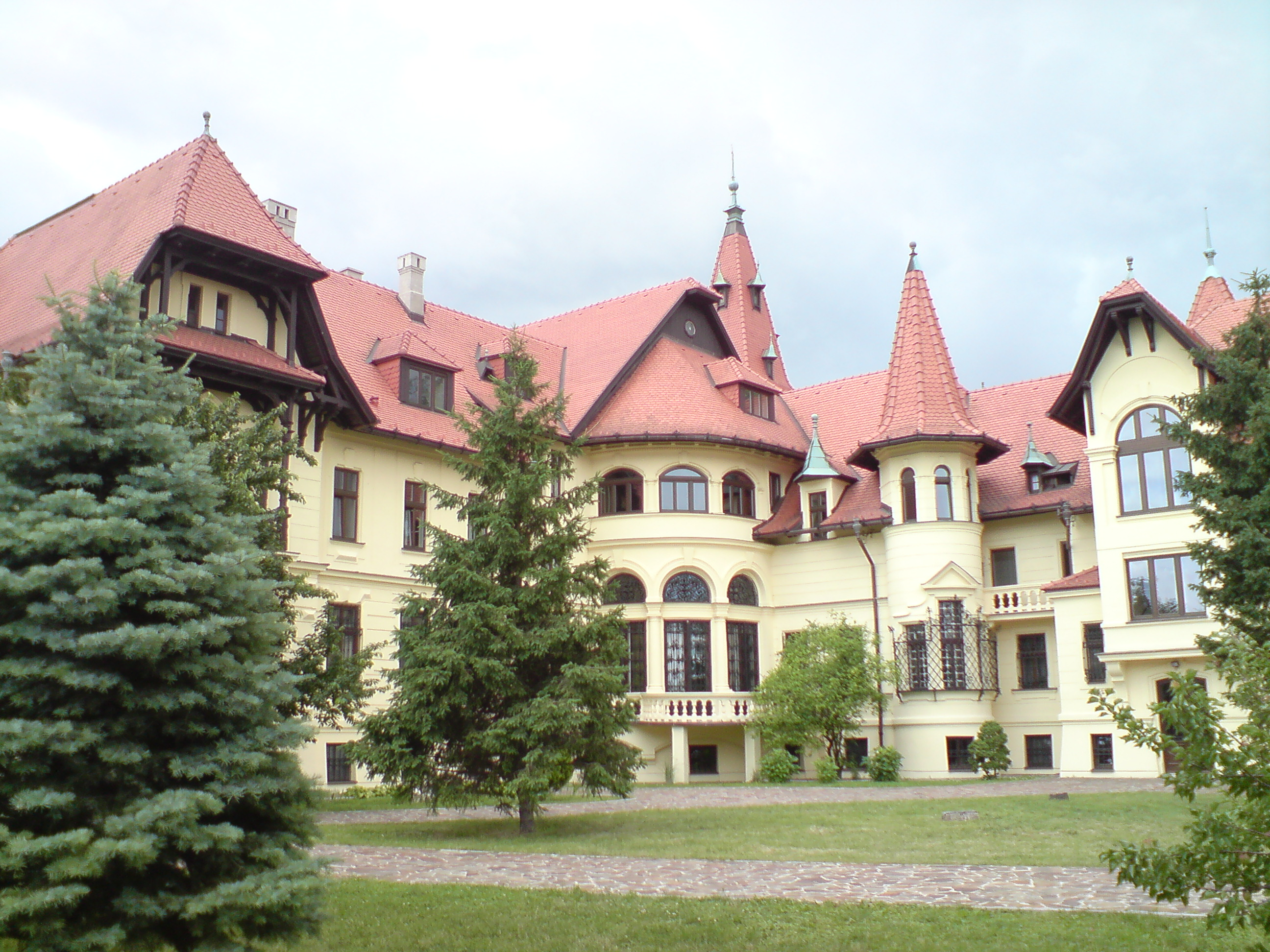
Csáky-Schloss in Prievoz

- Schloss Prievoz (slowakisch Kaštieľ Prievoz), alternativ Csáky-Schloss genannt, ein Sommersitz des Grafen Csáky im Stil des romantischen Historismus aus dem Jahr 1902, heute betreibt der Orden der Schwestern des hl. Franz von Assisi dort ein Kloster und Krankenhaus[4]
- Rathaus der ehemaligen Gemeinde im funktionalistischen Stil aus dem Jahr 1931 am Platz Radničné námestie, nach einem Projekt des Architekten Christian Ludwig[5]
- evangelische Kirche im kubistischen Stil aus dem Jahr 1927[6]

## Kultur
Aus Prievoz/Oberufer stammt das Oberuferer Weihnachtsspiel, ein mittelalterliches Volksschauspiel, das im 17. Jahrhundert von oberösterreichischen Zuzüglern kam. Später wurde das Spiel von Rudolf Steiner übernommen und zum Bestandteil der Waldorfpädagogik.